# Mike Parson
Michael L. Parson, född 17 september 1955 i Wheatland i Missouri, är en amerikansk politiker (republikan) och före detta polis. Han var guvernör i Missouri från den 1 juni 2018 då han efterträdde Eric Greitens, till januari 2025. Han hade tidigare varit viceguvernör i Missouri. Han har även tjänstgjort som ledamot i Missouris representanthus åren 2005–2011 och som medlem av Missouris senat åren 2011–2017. Han tjänstgjorde resten av Greitens mandatperiod tills han valdes till guvernör år 2020 över den demokratiska kandidaten Nicole Galloway.

## Biografi
Parson var född den 17 september 1955, i Wheatland, Missouri, och blev uppvuxen på en gård i Hickory County. Han tog examen från Wheatland gymnasium år 1973.
År 1975 tillbringade Parson sex år i den amerikanska armén. Han läste kvällskurser på University of Maryland och University of Hawaii.

## Guvernör i Missouri
Den 29 maj 2018 meddelade guvernör Eric Greitens att han skulle avgå, den 1 juni 2018. Parson kommer att slutföra den oavslutade mandatperioden av guvernör Greitens, som löper ut den 11 januari 2021.
Den 18 juni 2018 utnämnde Parson republikanen Mike Kehoe till viceguvernör.

## Familj
År 1985 gifte han sig med sin maka, Teresa. De bor i Bolivar, Missouri. Paret har två barn.